# 大西町 (岡崎市)
大西町（おおにしちょう）は、愛知県岡崎市本庁地区の町名である。丁番を持たない単独町名であり、小字が設置されている。

## 地理
岡崎市中心部のやや南に位置する。

### 小字
- 字奥長入（おくながいり）
- 字川坂（かわさか）
- 字下手（しもて）
- 字直明（じきみょう）
- 字棚田（たなだ）
- 字長入（ながいり）
- 字仁田（にんだ）
- 字渕田（ふちだ）
- 字南ケ原（みなみがはら）
- 字宮前（みやまえ）
- 字揚枝（ようじ）

## 世帯数と人口
2019年（令和元年）5月1日現在の世帯数と人口は以下の通りである。
| 町丁   | 世帯数    | 人口    |
| ------ | --------- | ------- |
| 大西町 | 1,203世帯 | 2,647人 |

### 人口の変遷
国勢調査による人口の推移
| 1995年（平成7年）  | 2,762人 | [ 7 ]  |  |
| 2000年（平成12年） | 2,689人 | [ 8 ]  |  |
| 2005年（平成17年） | 2,632人 | [ 9 ]  |  |
| 2010年（平成22年） | 2,733人 | [ 10 ] |  |
| 2015年（平成27年） | 2,668人 | [ 11 ] |  |

## 学区
市立小・中学校に通う場合、学区は以下の通りとなる。
| 番・番地等 | 小学校               | 中学校             | 高等学校 |
| ---------- | -------------------- | ------------------ | -------- |
| 全域       | 岡崎市立竜美丘小学校 | 岡崎市立竜海中学校 | 三河学区 |

## 歴史

### 沿革
- 1941年（昭和16年）4月22日 - 大平町の一部より、大西町が成立[1]。
- 1988年（昭和63年）
  - 4月1日 - 一部が不吹町となる[1][13]。
  - 5月21日 - 一部が大西一〜三丁目・竜美旭町・竜美台一〜二丁目・竜美中一〜二丁目・竜美東一〜三丁目・竜美南四丁目・東明大寺町となる[1][13]。
- 1993年（平成5年）8月28日 - 一部が竜美新町となる[13]。

### 史跡
- 全寿寺遺跡
- 仁田遺跡
- 南ヶ原古墳
- 新居第1号墳
- 新居第2号墳
- 棚田第1号墳
- 棚田第2号墳
- 棚田第3号墳
- ビンカ山第1号墳
- ビンカ山第2号墳

## 交通

### 鉄道
- 名鉄名古屋本線
  - 男川駅

### 道路
- 愛知県道26号岡崎環状線（竜東メーンロード）
  - 大西陸橋
- 愛知県道48号岡崎刈谷線（竜南メーンロード）

### バス
- 名鉄バス竜美丘・日名町線

## 施設
- 光ヶ丘女子高等学校
- 聖カタリナ学園聖カタリナ幼稚園
- 名鉄観光バス 岡崎営業所
- 愛知ダイハツ 光ヶ丘店
- 西日本三菱自動車販売 岡崎光ヶ丘店
- タイヤ館 岡崎店
- 読売新聞 岡崎支局
- ヤマト運輸岡崎美合センター
- 県営大西住宅
- 社会福祉法人児童養護施設岡崎平和学園
- 南ヶ丘神社
- 全寿寺

## ギャラリー

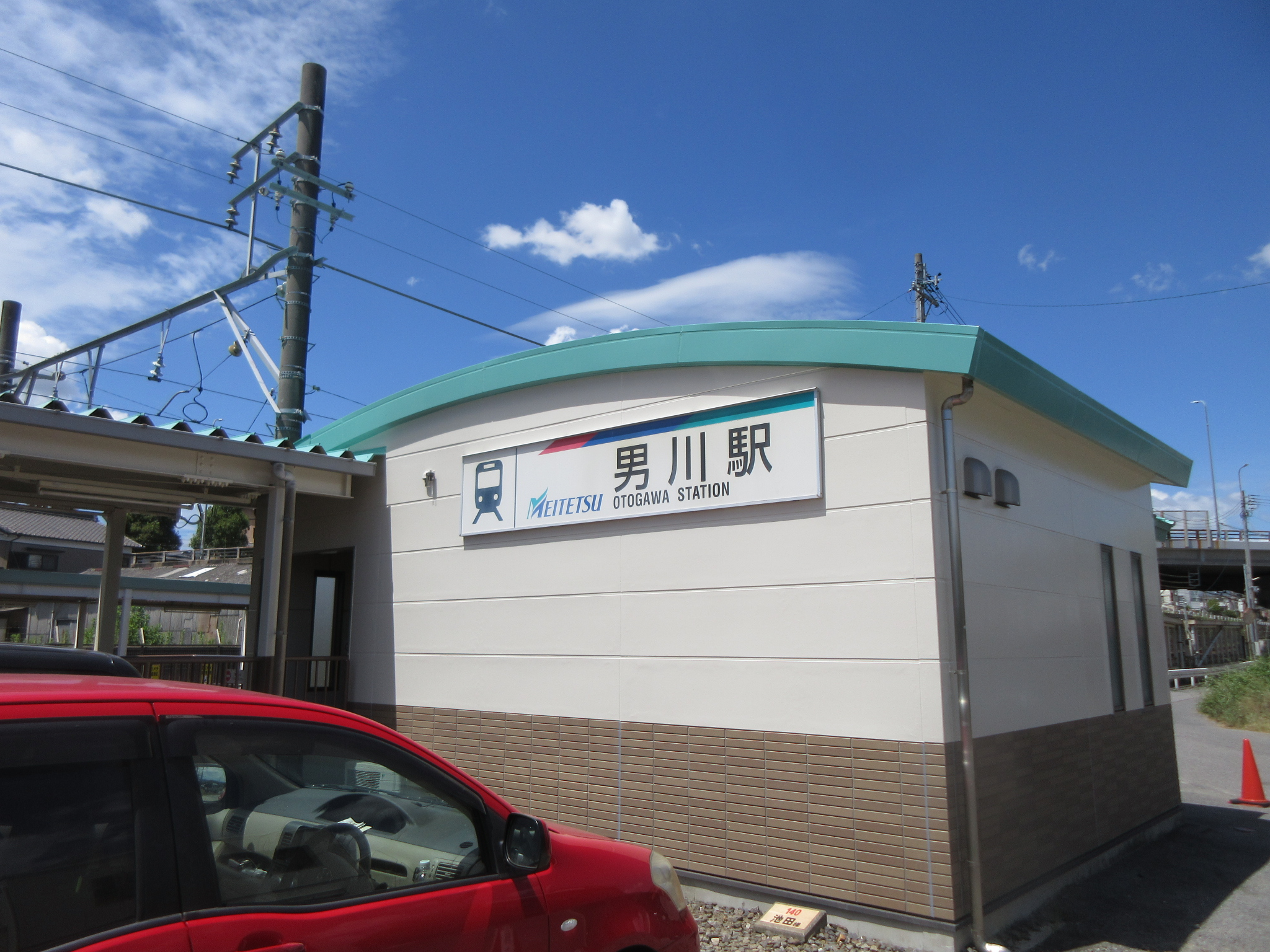
男川駅
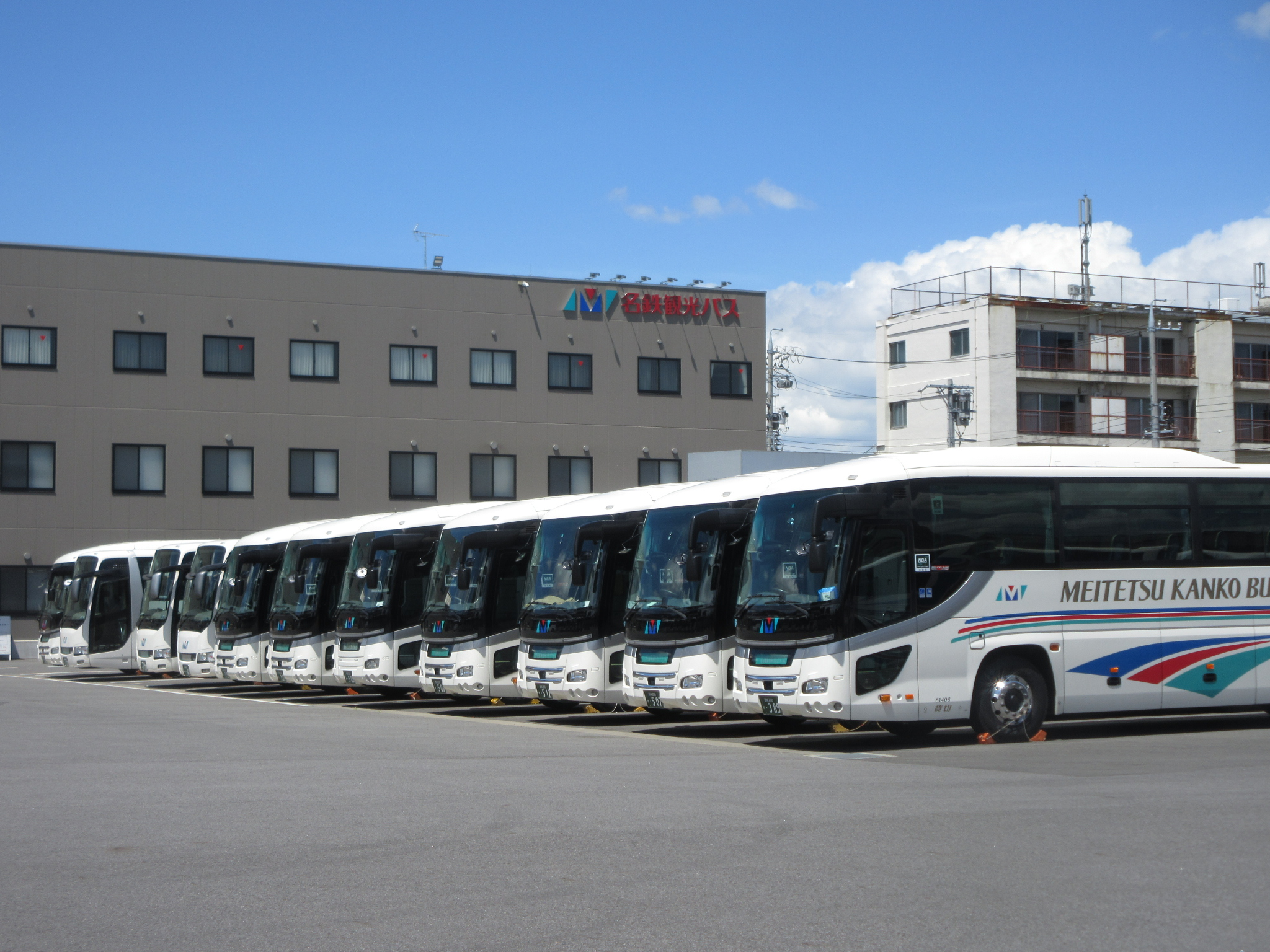
名鉄観光バス岡崎営業所
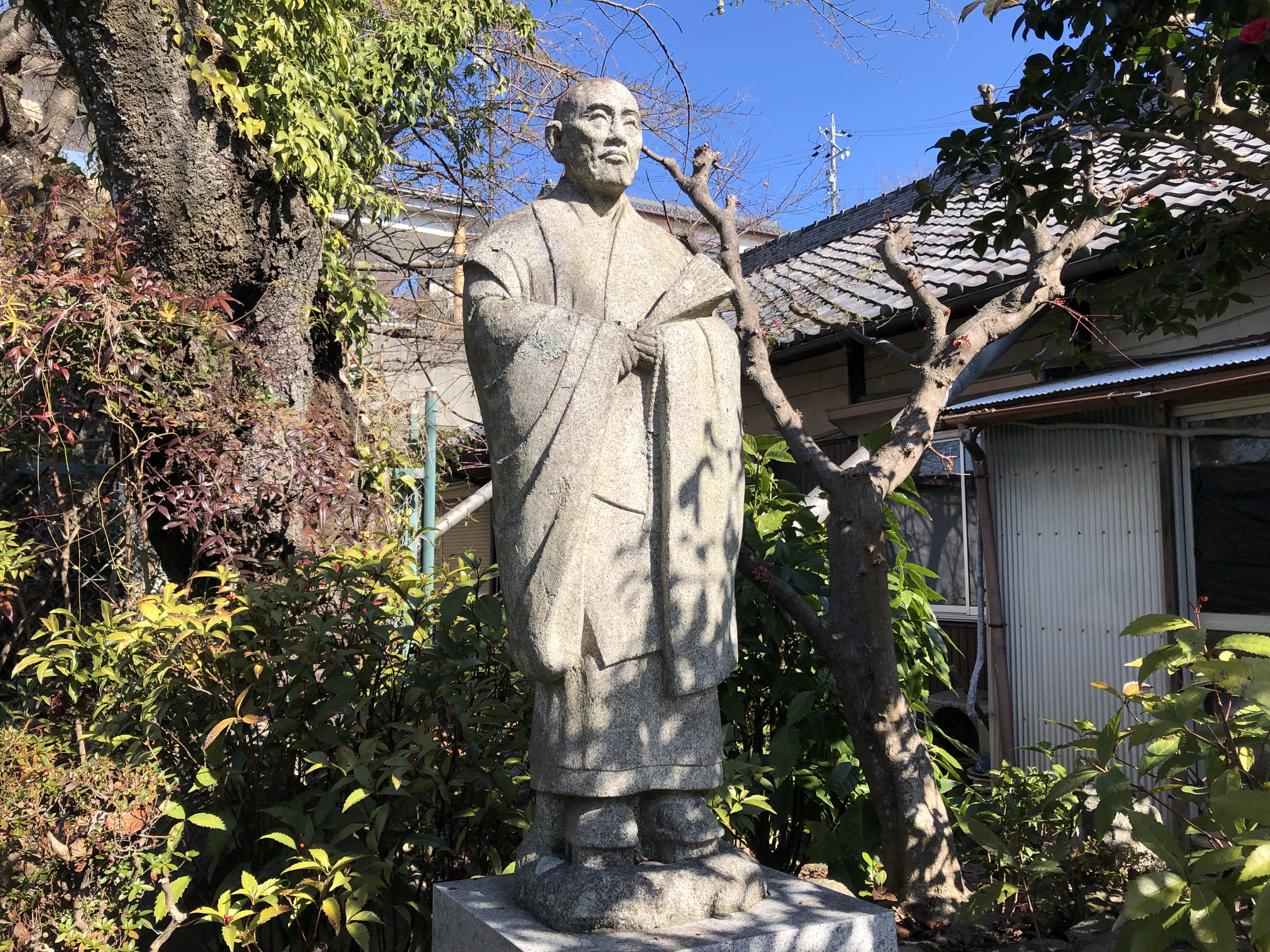
全寿寺

## その他

### 日本郵便
- 集配担当する郵便局は以下の通りである[14]。

| 字       | 郵便番号 | 郵便局     |
| -------- | -------- | ---------- |
| 字南ケ原 | 444-0812 | 岡崎郵便局 |
| その他   | 444-0811 | 岡崎郵便局 |

## 参考資料
- 「角川日本地名大辞典」編纂委員会 編『角川日本地名大辞典 23 愛知県』角川書店、1989年3月8日。ISBN 4-04-001230-5。
- 有限会社平凡社地方資料センター 編『日本歴史地名体系第23巻 愛知県の地名』平凡社、1981年。ISBN 4-582-49023-9。
- 新編岡崎市史編さん委員会 編『新編岡崎市史 総集編 20』1993年。